# Colopsus
Genre
Colopsus est un genre d'araignées aranéomorphes de la famille des Salticidae.

## Distribution
Les espèces de ce genre se rencontrent au Sri Lanka et en Inde.

## Liste des espèces
Selon World Spider Catalog (version 25.5, 29/10/2024) :
- Colopsus cancellatus Simon, 1902
- Colopsus ferruginus Kanesharatnam & Benjamin, 2021
- Colopsus magnus Kanesharatnam & Benjamin, 2021
- Colopsus peppara Sudhin, Sen & Caleb, 2023
- Colopsus tenuesi Kanesharatnam & Benjamin, 2021

## Systématique et taxinomie
Ce genre a été décrit par Simon en 1902 dans les Salticidae. Il est placé en synonymie avec Evarcha par Prószyński en 1984. Il est relevé de synonymie par Kanesharatnam et Benjamin en 2021.
Cheliceroides, placé en synonymie par Logunov en 2021, a été relevé de synonymie par Lin, Yang et Zhang en 2024.

## Publication originale
- Simon, 1902 : « Études arachnologiques. 31e Mémoire. LI. Descriptions d'espèces nouvelles de la famille des Salticidae (suite). » Annales de la Société Entomologique de France, vol. 71 p. 389-421 (texte intégral).